# The Frying Game
The Frying Game, titulado El juego de la silla en España y El juego de la muerte en Hispanoamérica, es el penúltimo episodio perteneciente a la decimotercera temporada de la serie animada Los Simpson, estrenado el 19 de mayo de 2002 en Estados Unidos. Fue escrito por John Swartzwelder, dirigido por Dominic Polcino y las estrellas invitadas fueron Carmen Electra como sí misma y Frances Sternhagen como la señora Bellamy.

## Sinopsis
El episodio comienza cuando Homer compra el perfecto regalo de aniversario para Marge: un estanque koi para su jardín trasero. El estanque tiene como objetivo ayudar a Marge a meditar y a relajarse. Sin embargo, la tranquilidad se vuelve imposible cuando Homer y Marge descubren una "oruga gritona" viviendo en el estanque. La oruga gritona es una especie en peligro de extinción, por lo que los Simpson son exigidos por la ley a cuidar al animal. Un día, cansado de las extrañas necesidades de la oruga, Homer la aplasta por accidente. A pesar de que ésta había sobrevivido, Homer es condenado por "haber intentado matar a una oruga en peligro de extinción", y sentenciado a realizar servicio comunitario.
Homer comienza a llevar comidas a domicilio a una mujer, la Sra. Bellamy, quien lo halaga muchísimo. Sin embargo, rápidamente comienza a tomar ventaja de él y le pide que haga cada vez más tareas en su casa. Muy pronto, Marge se enoja y va a hablar con la Sra. Bellamy, pero la anciana acaba convirtiendo a Marge también en una sirvienta. Un día, durante una cena, la Sra. Bellamy es asesinada, y Homer y Marge son los principales sospechosos, pese a que habían visto al culpable, un hombre que usa aparatos dentales y se estaba yendo del lugar. El jefe Wiggum no cree su historia, y los culpa de homicidio luego de que se encontrase evidencia contra ellos. Bart, Lisa y Maggie son adoptados por Cletus Spuckler, quien decide cambiar sus "nombres citadinos".
Después de un juicio, Homer y Marge son sentenciados a muerte por silla eléctrica. Marge se enfurece ya que nadie quiere escuchar su historia, y Homer, incluso, pide que le hagan pruebas de ADN o que lo hagan pasar por un detector de mentiras, pero se le niegan estos derechos. Más tarde, Marge se queja ante el hecho de que nunca podría crecer, envejecer y tener nietos. En un momento de compasión por ella, Homer confiesa el crimen, aunque no había sido el culpable, para que Marge pueda ser liberada. Cuando lo sientan en la silla eléctrica, repentinamente se le revela que estaba en un reality show, llamado "Frame Up" (Era un montaje). Todo había sido parte de una elaborada producción de cámaras ocultas: el hombre de los aparatos era en realidad el conductor del programa, y la Sra. Bellamy era Carmen Electra, que había sido invitada al programa. Homer y Marge se reúnen con sus hijos, pero Homer se va furioso del programa, diciendo que no podía creer cómo había sufrido sólo para obtener algunos puntos de rating.